# Българско видео
„Българско видео“ е българска медийна компания, основана в София през 1985 г., която е първият български видеоразпространител за домашно видео, за произвеждането на VHS и Betamax. Произвежда български, съвестки и чуждестранни филми с дублаж и субтитри, както и музикални видеоалбуми с певци като Лили Иванова, Росица Кирилова и др. Закрива през 1990 г.

## Български филми, разпространени на VHS
| Година  | Заглавия |
| ------- | --- |
| 1985 г. | Иконостасът (1969) Мъжки времена (1977) Планетата на съкровищата (1982) Дело 205/1913 П. К. Яворов (1984)                                                                                              |
| 1986 г. | Тютюн (1962) Крадецът на праскови (1964) Отклонение (1967) Бялата стая (1968) Момчето си отива (1971) Козият рог (1972) Авантаж (1977) Бариерата (1979) Всичко е любов (1979) Да обичаш на инат (1985) |
| 1987 г. | Рицар без броня (1966) Хан Аспарух (1981) За къде пътувате (1986) |
| 1988 г. | Лавина (1981) |
| 1989 г. | Двойникът (1980) Опасен чар (1984) |
| 1990 г. | Шибил (1967) Боянският майстор (1981) |

## Документални филми, разпространени на VHS
| Година  | Заглавия                         |
| ------- | -------------------------------- |
| 1985 г. | Средовековната българска живопис |
| 1986 г. | Васил Стоилов                    |
| 1987 г. | Захари Зограф                    |
| 1988 г. | Българската икона                |

## Видеоалбуми
| Година  | Заглавия                                                                                                |
| ------- | --- |
| 1985 г. | ДАНПТ „Филип Кутев“ – Концерт на държавния ансамбъл за народни песни и танци „Филип Кутев“ – град София |
| 1987 г. | Лили Иванова – „Така живея (концерт)“                                                                   |
| 1990 г. | Росица Кирилова и Георги Христов – „Монолог за двама“                                                   |
| 1991 г. | Тони Дачева и оркестър Кристал                                                                          |